# 三方両錐形分子構造
化学において、三方両錐形（さんぽうりょうすいがた、英: Trigonal bipyramid）は、1個の原子とそれを中心とした三方両錐形の頂点の5個の原子とで構成される分子の幾何配置である。この分子構造は、中心原子の周りの結合角が一様でない構造の一例である（双五角錐も参照）。この理由は、5つの末端原子が等価な位置を占める
幾何配置が存在しないためである。この分子構造の例には、気相における五フッ化リン（PF5）および五塩化リン（PCl5）がある。
完全な三方両錐形は点群 D3hに属し、その結合角は90° と120° の2通りがある。

## アキシアル（アピカル）位とエクアトリアル位

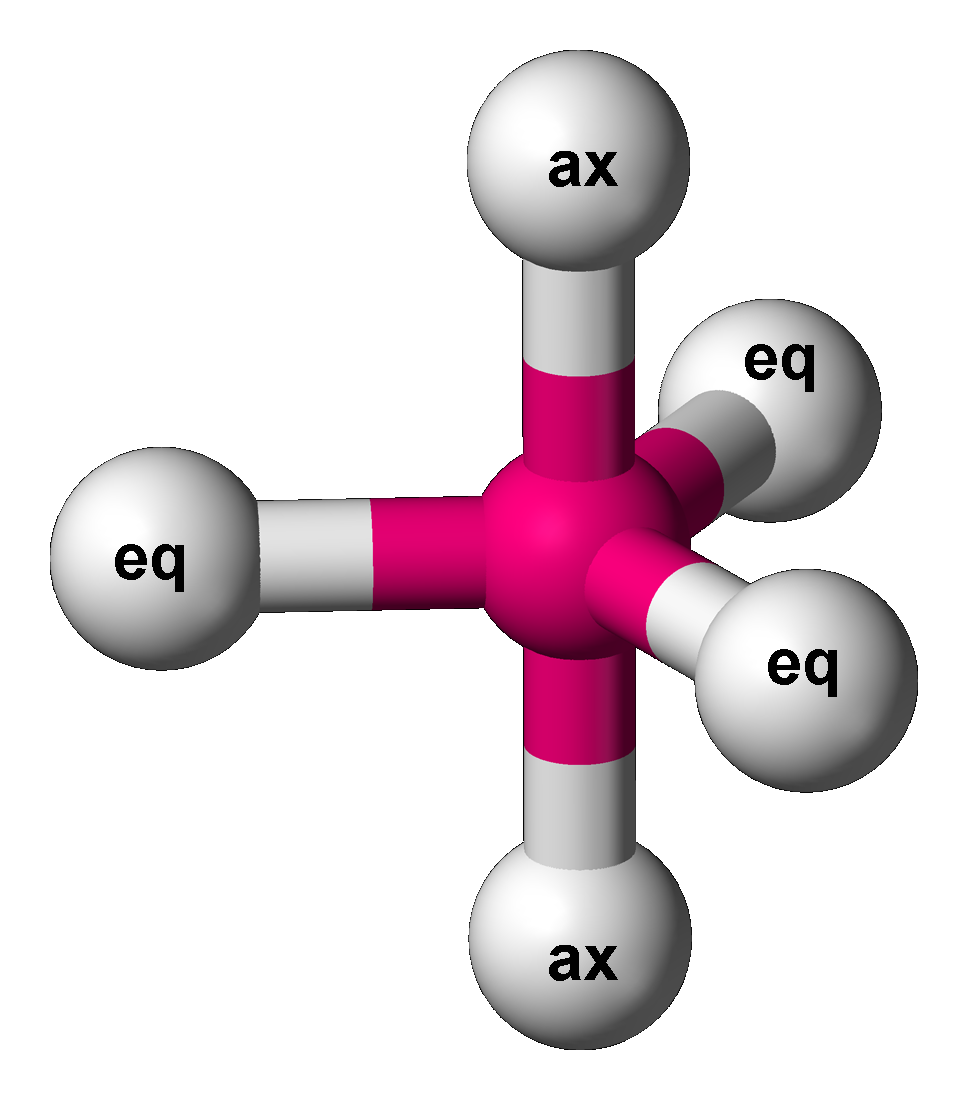
三方両錐形分子形状
ax = アキシアル位配位子（固有軸上）
eq = エクアトリアル位配位子（固有軸に垂直な平面内）

中心原子に結合した5つの原子は全て等価ではなく、2つの異なる位置が定義される。五塩化リンを例にとると、リン原子は、エクアトリアル位の互いに120° の角度にある3つの塩素原子と同じ平面上にあり、さらに2つの塩素原子がこの平面の上と下にある（アキシアル位またはアピカル位）。
分子の幾何配置のVSEPR理論によれば、アキシアル位原子は3つのエクアトリアル位と90° の角度で隣接しているためより混んだ位置にあり、それに対してエクアトリアル位は2つの原子としか90° の角度で隣接していない。5つの同一配位子を持つ分子では、アキシアル位配位子は中心原子に密接することができないため、アキシアル位原子と中心原子との結合長はより長い傾向にある。例として、PF5ではアキシアルP–F結合長は158 pm、エクアトリアル結合長は152 pmであり、PCl5ではアキシアルおよびエクアトリアル結合長はそれぞれ214および202 pmである。
混合ハロゲン化物のPF3Cl2では、塩素原子がエクアトリアル位の2つを占める。このことは、フッ素がより大きなアピコフィリシティー （アキシアル位を占める傾向）を持っていることを示している。一般に、配位子のアピコフィリシティーは電気陰性度やπ電子求引能が増すにつれて大きくなる（Cl < F < CN）。どちらの因子もアキシアル位における込み合いがより重要でなくなるように、中心原子近くの結合領域における電子密度を低下させる。

## 非共有電子対を持つ関連幾何配置
VSEPR理論は、価電子の孤立電子対による中心原子の配位子の置換が電子配置の一般形式を変化させないことも予測する。結合電子対と孤立電子対の両方を含む価電子の5つの電子対を持つ分子では、電子対は三方両錐形の配置のままであるが、分子の幾何配置が異なるように1つ以上のエクアトリアル位が配位子原子に付いていない。
シーソー形分子構造は、中心原子が4つのフッ素原子（2つがアキシアル位、2つがエクアトリアル位）と1つのエクアトリアル位孤立電子対によって囲まれている四フッ化硫黄（SF4）で見られる。これはAXE表記法におけるAX4E型分子に対応する。T字形分子構造は三フッ化塩素（ClF3）で見られる。三フッ化塩素は、3つのフッ素原子の2つがアキシアル位、1つがエクアトリアル位を占め、2つの孤立電子対がエクアトリアル位を占めるAX3E2型分子である。最後に、三ヨウ化物イオン（I−
3）も三方両錐形に基づいているが、実際の分子幾何配置は直線形であり、末端ヨウ素が2つのアキシアル位を占め、3つのエクアトリアル位が孤立電子対によって占められている（AX2E3型）。

## ベリー擬回転
三方両錐形構造を持つ位置異性体同士はベリー機構（擬回転）として知られる過程を通して相互変換することが可能である。
この過程は概念的には配座の違いに基づくジアステレオマー同士の相互変換過程に似ているが、特定の軸が一回転するわけではない。擬回転の過程では、2つのエクアトリアル配位子がアキシアル位へシフトする動きに合わせ、アキシアル配位子は同時にエクアトリアル位へシフトする。擬回転は特に五フッ化リン（PF5）のような単純な分子で顕著である。